# Możdżenie
Możdżenie – osada w Polsce położona w województwie warmińsko-mazurskim, w powiecie szczycieńskim, w gminie Rozogi.
W latach 1975–1998 miejscowość administracyjnie należała do województwa ostrołęckiego.